# KK Lokomotiva Mostar
KK Lokomotiva je bh. košarkaški klub iz Mostara.

## Povijest
Klub je osnovan godine 1962. u Mostaru. Po igračima koji su u njemu igrali, počeli karijeru ili odradili prve treninge, te po onom što su postigli poslije spada u najveće izvoznike igrača u bivšoj Jugoslaviji. Svoju prvu natjecateljsku sezonu, odnosno registrirane sportske nastupe, Lokomotiva ima od sezone 1964. kao član Prve republičke lige BiH. KK Lokomotiva je prije nastupa u Prvoj republičkoj ligi Bosne i Hercegovine imala još niz pripremnih utakmica.
Prva međunarodna utakmica u Mostaru šezdestih godina bila je utakmica Lokomotive protiv slovačke Slavije iz Nitre, tadašnjeg čehoslovačkog prvoligaša. Lokomotiva je pobijedila 66:62, a najbolji je bio Bruno Soče s 27 koševa.
Godine 1963. odigrali su u Dubrovniku svoje prvo gostovanje. Godine 1964. Lokomotiva je zabilježila svoju prvu natjecateljsku sezonu i registrirane nastupe. Igrali su u Prvoj republičkoj ligi Bosne i Hercegovine. Te godine je prvi put zaigrao Zvonimir Buntić-Đonta, koji je igrao na mjestu braniča, čije će ime biti nakon završetka igračke i trenerske karijere, upisano u povijesne anale mostarske košarke i športa u Mostaru u cjelini. 1967. godine osnovan je ženski ogranak, ŽKK Lokomotiva, a osnovao ga je i prvi trenirao Neđo Prljeta. Iste godine je u Crvenu zvezdu iz Beograda otišao jedan od najboljih centara u Jugoslaviji početkom 70-tih godina i budući jugoslavenski reprezentativac Dragiša Vučinić - Vučko. Prvi je iz niza mostarskih košarkaša koji je napravio veliku europsku karijeru.
1971. godine Lokomotova se plasirala u drugu jugoslavensku ligu. Poslije je nastupala u republičkoj i drugoj republičkoj ligi.
Dražen Dalipagić 1971. godine zaigrao je za beogradski Partizan. Nekoliko godina poslije u Mostaru je odigrana revijalna utakmica ta dva kluba. 16. lipnja 1977. godine na stadionu Kantarevcu koji je bio prepunjen s 5000 gledatelja Lokomotiva je odigrala utakmicu pojačana s Mirzom Delibašićem, Antom Đogićem i Vučkovićem iz Partizana.
Početkom 1992. plasirala se na završni juniorskog prvenstva Jugoslavije u Tuzli na Mejdanu početkom 1992, među četiri najbolje ekipe ostatka bivše države. Za Lokomotivu su igrali Samir Lerić, Ivica Jurković, Šoše i dr. Klub je preživio rat i poslije rata su igrali u elitnom razredu bh. košarke, ali su poslije nekoliko sezona ugašeni. Lerić je drugi po broju nastupa za bh. reprezentaciju, a Jurković je zaigrao za Sloveniju.
Za djelovanje kluba mnogo su požrtvovno pridonijeli Slobodan Dabić i Nazif Taslaman.
Ljeta 2006. godine osnovan je košarkaški klub Spars Mostar koji je prosinca 2016. klub promijenio naziv u košarkaški klub Lokomotiva Mostar. Ciljaju popularizirati košarku u Mostaru i raditi s mladeži. Imaju pet natjecateljskih selekcija: predpioniri, pioniri, kadeti, juniori i seniori. Seniori se natječu A2 ligi FBiH, grupa jug, dok omladinske selekcije nastupaju u Omladinskoj ligi hercegovačke regije. Za seniore igraju isključivo igrači koji su prošli kroz Lokomotivinu školu košarke.